# ジャノメドリ
ジャノメドリ（蛇ノ目鳥、学名：Eurypyga helias）は、ジャノメドリ目ジャノメドリ科ジャノメドリ属に分類される鳥類。本種のみでジャノメドリ科ジャノメドリ属を構成する（単型）。

## 分布
- E. h. helias

エクアドル、ガイアナ、コロンビア東部、スリナム、ブラジル、フランス（仏領ギアナ）、ベネズエラ東部、ペルー北部、ボリビア北東部
- E. h. major

グアテマラ、コスタリカ、コロンビア西部、ニカラグア、パナマ、ベネズエラ西部、ホンジュラス、メキシコ南部
- E. h. meridionalis

ペルー南部

## 形態
全長43-48cm。上面は黒や赤褐色、灰色の羽毛で被われる。頭部は黒い羽毛で被われる。頸部や胸部が黄褐色の羽毛で被われ、黒い横縞が入る。喉や腹部は白い羽毛で被われる。尾羽には黒と赤褐色の横縞が2本入る。翼には赤や黒、白の斑紋が入り、眼状斑も入ることが和名の由来になっている。
頭部は小型。虹彩は赤い。嘴は長く直線的。上嘴の色彩は暗灰色。下嘴の色彩はオレンジがかった赤。頸部は細長い。後肢や第2-4趾は長いが、第1趾は短い。趾の間には水かきがない。後肢の色彩はオレンジがかった赤。
卵を覆う殻は淡黄色で黒い斑点が入る。

## 分類
- Eurypyga helias helias　(Pallas, 1781)
- Eurypyga helias major
- Eurypyga helias meridionalis

## 生態
標高1,800m以下の熱帯雨林内を流れる河川、池沼、湿原などに生息する。単独もしくはペア、家族群を形成して生活する。昼行性で夜間になると樹上で休む。渡りは行わない。危険を感じると樹上に飛翔して逃げたり、翼と尾羽を広げ眼状斑を相手に見せて威嚇する。
食性は動物食で、昆虫、クモ、甲殻類、貝類、魚類、カエルなどを食べる。頸部を縮めながら水辺や地表を徘徊し、獲物を見つけると素早く嘴を突き出して捕食する。
繁殖形態は卵生。威嚇と同じく翼と尾羽を広げて求愛する。樹上に木の枝や枯れ葉、草、泥を積み上げ植物の葉を敷いた巣を雌雄共に作り、1回に2-3個の卵を産む。雌雄交代で抱卵し、抱卵期間は約27日。育雛も雌雄共に行う。

## 画像

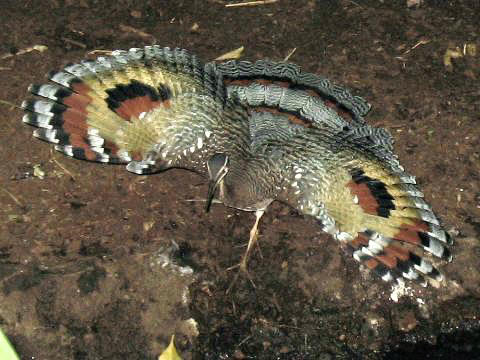
翼と尾羽を広げた本種